# Trie (Adelsgeschlecht)

Wappen derer von Trie

Trie war eine Familie des niederen Adels des Vexin.

## Geschichte
Die Familie Trie stammt vom Haus Beaumont-sur-Oise und deren Nebenlinie, den Vizegrafen von Chaumont-en-Vexin, ab. Der erste Herr von Trie (heute Trie-la-Ville und Trie-Château) war ein Sohn des Connétable Walo II. von Chaumont-en-Vexin, mit dem die Linie in den niederen Adel absank. Der Wiederaufstieg begann mit Jean I., Herrn von Trie und Mouchy-le-Châtel im Beauvaisis und seiner Ehe mit Alix von Dammartin, der Schwester von Renaud de Dammartin, Graf von Boulogne. Ihr ältester Sohn, Mathieu I. de Trie, heiratete in die Familie Montmorency ein, dessen Enkel Renaud II. in die Familie Courtenay. Aufgrund dieser Verbindungen erreichten Mitglieder der Familie im Jahrhundert danach eine Reihe von höchsten Staatsämtern.
Die wichtigsten Angehörigen der Familie Trie sind:
- Galon II., † nach 1096, 1085 Connétable
- Hugues I., 1108 und 1111 Connétable von Frankreich
- Mathieu, † 1272, Graf von Dammartin
- Renaud, † vor 1324, Marschall von Frankreich
- Jean I., X 1302, Graf von Dammartin
- Renaud II., † 1316/18, Graf von Dammartin;
- Renaud III., † 1327, Graf von Dammartin;
- Jean II., † vor 1338, Graf von Dammartin 1332/36
- Charles, † nach 1358, Graf von Dammartin,
- Blanche, Gräfin von Dammartin um 1400
- Renaud, † 1406, Admiral von Frankreich
- Guillaume, † 1334, Bischof von Bayeux, Erzbischof von Reims
- Mathieu, † 1344, Marschall von Frankreich

## Stammliste (Auszug)

### Die Herren von Trie
1. Dreux de Chaumont, Seigneur de Trie, kurz nach 1099 Kreuzritter, dann Mönch in der Abtei Saint-Germer-de-Fly, Sohn von Galon II. de Chaumont (siehe Haus Beaumont-sur-Oise); ⚭ NN
  1. Enguerrand I. de Chaumont, auch Enguerrand de Trie, X 1119, bestattet in Saint-Germer
  2. Galon, Chevalier de Trie, X kurz nach 1118
  3. Guillaume II. Aiguillon (der Pfeil), 1126 Guillaume de Trie, 1146 Kreuzritter (Zweiter Kreuzzug), † nach 1147; ⚭ Marguerite de Gisors, † 1147, Tochter von Hugues II. de Gisors und Mathilde (Stammliste der Montmorency)
    1. Oda, 1147 bezeugt
    2. Idoine, 1147/1200 bezeugt; ⚭vor 1160 Guillaume III. de Garlande, 1161/91 bezeugt, † vor 1200
    3. Adélaide, 1147 bezeugt
    4. Mathilde, 1147 bezeugt
    5. Enguerrand II. Aiguillon de Trie, 1147/1206 bezeugt, 1147 minderjährig, 1169 Sire de Mouchy; ⚭ nach 1161 Heddiva (Basilie) de Mouchy, 1190/95 bezeugt, Tochter von Dreux, Witwe von Nivelon de Pierrefonds
      1. Guillaume, 1169 bezeugt, † wohl vor 1207
      2. Marguerite, 1169 bezeugt
      3. Jean I., 1208 Jean l’Aîné genannt, 1169/1234 bezeugt, † vor 1237, Ritter, 1190 Châtelain de Trie, 1212 Seigneur du Vaumain; ⚭ 1190 Aélis de Dammartin, 1193 bezeugt, † nach 1234/37, Tochter von Albéric II., Graf von Dammartin (Haus Mello), und Mabilie de Clermont (Haus Clermont)
        1. Söhne, 1219 bezeugt
        2. Mathieu I., 1219 bezeugt, † 1272, 1224 Châtelain de Mouchy, 1241 Sire de Trie et de Mouchy, 1251 Seigneur du Plessis-Billebaut, 1259/72 Graf von Dammartin; ⚭ vor 1237 Marsilie de Montmorency, 1237/64 bezeugt, Tochter von Mathieu III. de Montmorency (Stammliste der Montmorency) und Jeanne de Brienne – Nachkommen siehe unten
        3. Enguerrand, 1207/37 bezeugt, Ritter
        4. Manassès, 1238 bezeugt
        5. Eustache, 1238 bezeugt
        6. Renaud, 1219/37 bezeugt, Ritter, Seigneur de Fontenay et du Vaumain, Troubadour – Nachkommen siehe unten
        7. Philippe, Seigneur de Fontenay 1251; ⚭ Aliénor, Dame de Fontenay
        8. Catherine; ⚭ vor 1219 Guillaume de Jüngere, Seigneur de Caenton
        9. Jeanne; ⚭ Robert Bertrand IV., Baron de Bricquebec

      4. Pierre, 1177/1200 bezeugt
      5. Guillaume, 1209 Kanoniker, 1207 Domdechant in Rouen
      6. Elisabeth, † 10. Februar nach 1219; ⚭ vor 1187 Guy IV. de Senlis, 1171/1223 bezeugt, † vor 1228

    6. Enguerrand, 1177 bezeugt

### Die Grafen von Dammartin
1. Mathieu I., 1219 bezeugt, † 1272, 1224 Châtelain de Mouchy, 1241 Sire de Trie et de Mouchy, 1251 Seigneur du Plessis-Billebaut, 1259/72 Graf von Dammartin; ⚭ vor 1237 Marsilie de Montmorency, 1237/64 bezeugt, Tochter von Mathieu III. de Montmorency und Jeanne de Brienne – Vorfahren siehe oben
  1. Renaud, 1239/42 bezeugt, † vor 1251, Seigneur de Fontenay; ⚭ Lyenor, 1251 bezeugt
  2. Philippe de Trie, 1256/70 bezeugt, † vor 1272; ⚭ Adèle de Mareuil, 1261/70 bezeugt
    1. Renaud de Trie, 1273/98 bezeugt, Seigneur du Plessis-Billebaut et de Mouchy; ⚭ 1285 vor 1. November Marguerite de Courtenay, † nach 1290, Tochter von Guillaume de Courtenay, Seigneur de Champignelles (Haus Frankreich-Courtenay), und Marguerite von Burgund-Auxonne (Stammliste des Hauses Burgund-Ivrea), Witwe von Raoul d’Estrées
      1. Renaud, 1313 bezeugt, † vor 6. Juni 1324, 1307 Sire de Trie et de Mouchy, dann Seigneur du Plessis-Billebaut et de Mareuil, Marschall von Frankreich; ⚭ Isabelle de Heilly, Dame de Mareuil, Tochter von Jean und Alix du Paz-en-Artois – Nachkommen † wohl 1433
      2. Philippe, 1301/34 bezeugt Seigneur de Fresnes, vielleicht 1340 als französischer Rat; ⚭ vor 1301 Anne, Dame de Quesnel

  3. Jean I./II., genannt Billebaut, 1256 bezeugt, X 11. Juli 1302 in der Sporenschlacht, Ritter, 1274 Graf von Dammartin, Seigneur de Trie et de Mouchy; ⚭ I Ermengarde; ⚭ II vor März 1274 Yolande de Dreux, Dame de Saint-Aubin et de Dun, 1310 bezeugt, † vor 16. Juli 1313, Tochter von Jean I., Graf von Dreux und Braine (Haus Frankreich-Dreux), und Marie de Bourbon (Haus Dampierre)
    1. (I) Jean. 1358/68 bezeugt
    2. (II) Renaud II., 1293 bezeugt, † 1316/18, 1304 Graf von Dammartin; ⚭ Philippe de Beaumont, † nach 1317, 1313 Dame de Coye, Tochter von Pierre, Seigneur de Beaumont-en-Gâtinais, Graf von Montescaglioso und Alba, und Philippe, Witwe von Geoffrey II. de Joinville, Seigneur d’Alife etc.
      1.         1. Jacqueline, 1371 bezeugt, † vor 1388; ⚭ vor 1350 Jean I. de Châtillon, Graf von Porcéan, Seigneur du Tour et de Nevele 1346/90 (Haus Châtillon)

      2. Éléonore, 1320/27 bezeugt

    3. (II) Philippe, 1328/44 bezeugt, † vor 1356, französischer Rat, Domthesaurar in Bayeux
    4. (II) Aliénor, 1321 bezeugt
    5. (II) Jean, † 1327, 1310 Seigneur de Mouchy, 1324 Seneschall von Toulouse und Albi; ⚭ NN de Chambly
      1. Renaud III., † September 1327, Graf von Dammartin; ⚭ (Ehevertrag Schloss Bois-de-Vincennes 16. Juli 1319) Polie de Poitiers, *1302/03, † 8. Oktober 1346/3. November 1347, Tochter von Aymar V., Graf von Valentinois und Diois (Haus Poitiers-Valentinois), sie heiratete in zweiter Ehe nach 1332 Guillaume, genannt Armand VII., Vicomte de Polignac, 1343 bezeugt (Haus Polignac)
      2. Jean II./III., † vor 1338, Graf von Dammartin 1332/36; ⚭ Jeanne de Sancerre, † wohl 1354, Tochter von Jean II., Graf von Sancerre (Haus Blois), sie heiratete in zweiter Ehe Jean I. de Châtillon, Seigneur de Châtillon-sur-Marne etc., Grand-Maître de France, 1308 bezeugt, † 1363 (Haus Châtillon)
        1. Charles, bis 1338 minderjährig, † nach 1358, Graf von Dammartin, 1356/64 in englischer Gefangenschaft; ⚭ vor 23. Februar 1351 Jeanne d’Amboise, um 1400 bezeugt, † vor 18. September 1403, Dame de Nesle et de Mondoubleau, Vicomtesse de Châteaudun, Tochter von Ingelger I., Sire d’Amboise (Haus Amboise), und Maria von Flandern, Dame de Mondoubleau (Haus Dampierre)
          1. Jeanne, Dame de Mondoubleau 1381/83; ⚭ vor 1381 Jean de Vienne, Seigneur de Longwy, † 1399
          2. Blanche, Gräfin von Dammartin, Dame de Nesle, de Mondoubleau etc. um 1400; ⚭ vor 1400 Charles Bureau, Seigneur de la Rivière, † 1429 (Bureau (Familie))

    6. (II) Mahaut, † nach 1319, Dame de Saint-Aubin; ⚭ Paris September 1298 Henri II. de Vergy, Sire de Fouvent, de Champlitte et d’Autrey, Seneschall von Burgund (Haus Vergy) – ihren Nachkommen erben im 15. Jahrhundert die Grafschaft Dammartin

  4. Simon, 1264/68 bezeugt, † vor 1. November 1275, Kanoniker in Beauvais, Domdechant in Mortain
  5. Thibaut, 1267/1302 bezeugt, 1276 Ritter, 1302 Seigneur de Sérifontaine
    1. Renaud, genannt Lohier, Seigneur de Sérifontaine 1626/29; ⚭ Marguerite de la Roué, † nach 20. Juni 1329, Witwe von Guillaume de Marcilly
      1. Mathieu, genannt Lohier, Ritter, Seigneur de Sérifontaine 1355/81; ⚭ I Jeann de Blaru, Tochter von NN, Seigneur de Blaru, und Ameline d’Escornes, Dame d’Esclimont (Bleury-Saint-Symphorien); ⚭ II Jeanne de la Rocheguyon, Tochter von Guy, Sire de la Rocheguyon, und Jeanne Bertrand, Vicomtesse de Roncheville
        1. (I) Renaud, † 1406 nach 12. April, Ritter, Seigneur de Sérifontaine, 1397 Admiral von Frankreich, französischer Kämmerer, Kapitän von Saint-Malo und Rouen, bestattet in der Abtei Gomerfontaine in Trie; ⚭Jeanne de Bellengues, † nach 1408, sie heiratete in zweiter Ehe vor 18. Januar 1411 Jean V. Malet, Seigneur de Graville, Grand Fauconnier de France, Panetier und Maître des Arbaletriers de France (Haus Malet)
          1. weitere Kinder – Nachkommen † nach 1494

### Die Herren von Fontenay und Le Vaumain
1. Renaud, 1219/37 bezeugt, Ritter, Seigneur de Fontenay et du Vaumain, Troubadour – Vorfahren siehe oben
  1. Mathieu, 1278/1306 bezeugt, Seigneur de Fontenay et de Plainville, 1298/1302 Panetier de France, französischer Kämmerer; ⚭ vor 1295 Marie de Mouret, 1298/1306 bezeugt
    1. Mathieu, 1315/34 bezeugt, Seigneur de Fontenay et de Plainville; ⚭ NN 1326 bezeugt – Nachkommen † 15. Jahrhundert
    2. Jean, † 1327
    3. Guillaume, † 26. September 1334, 1312 Bischof von Bayeux, 1324/34 Erzbischof von Reims
    4. Eléonore, † vergiftet von ihrem Ehemann 23. Februar 1307; ⚭ Jean Seigneur d’Ormoy, † gebannt nach August 1310

  2. Renaud, X 11. Juli 1302 in der Sporenschlacht, 1301 Seigneur de Vaumain; ⚭ Jeanne de Hodenc
    1. Mathieu de Trie, † 26. November 1344, Seigneur de Vaumain, d’Airaines, de Ronquerolles et de Liancourt, 1320 Marschall von Frankreich; ⚭ I vor 1316 Jeanne, Dame d’Airaines 1300/24, Witwe von Raoul de Soissons, Seigneur d’Ostel (Haus Nesle); ⚭ II 2. September 1332 Ida Mauvoisin, † 1375, Tochter von Guy VII., Seigneur de Rosny, Witwe von Jean III., Graf von Dreux (Haus Frankreich-Dreux)
    2. Jeanne; ⚭ Raoul III. d’Harcourt, Seigneur d‘Arvilly 1336/57 (Haus Harcourt)
    3. Agnès, 1344 bezeugt
    4. Marguerite, 1325/26 bezeugt; ⚭ NN de Longroy

  3. Philippe, 1303 bezeugt
  4. Jean, Bailli von Auvergne, Bourges und Caux 1294/1303
    1. Mathieu
    2. Guillaume, 1344/45 Archidiakon in Bayeux